# Fördraget i Worms (1521)
För andra betydelser, se Fördraget i Worms.

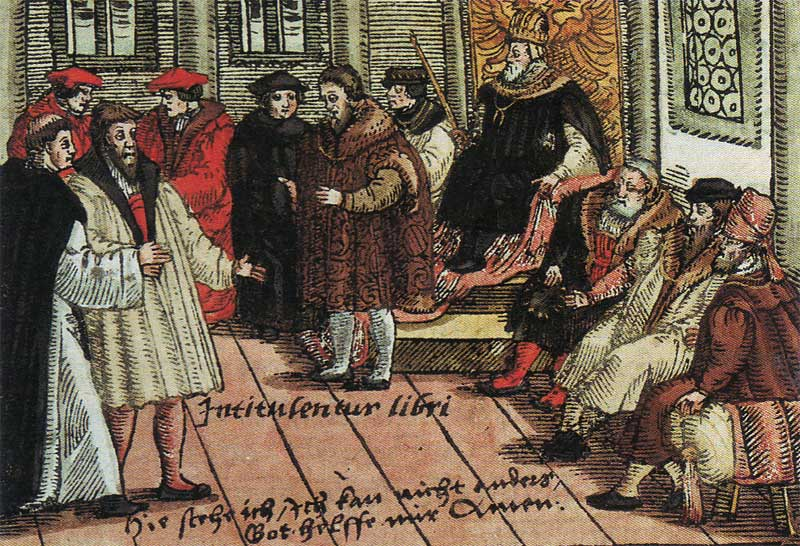
Luther i Worms (färglagt träsnitt, 1557).

Fördraget i Worms  eller ediktet i Worms eller Wormsediktet var ett försök att ena alla stånd som fanns samlade i Worms, under det Tysk-romerska riket. Det genomfördes mellan 28 januari och 25 maj 1521 under ledning av kejsar Karl V. Även om många olika saker diskuterades under fördraget så blev det mest känt för attackerna på Martin Luther och effekterna på den protestantiska reformationen. 
Året innan hade påven Leo X utställt en bulla, Exsurge Domine, där han krävde att Martin Luther återkallade 41 av sina 95 teser eftersom de ansågs kritisera den katolska kyrkan. Luther kallades in av kejsaren som ville att han skulle vara där innan det stora fördraget började och prins Fredrik III av Sachsen ingick en överenskommelse om att Luther skulle garanteras säkerhet till och från mötet. Detta var en nödvändig överenskommelse eftersom han inte ville att Luther skulle få samma behandling som Jan Hus fick 1415 då han åtalades och avrättades i rådsförsamlingen i Konstanz trots att säkerheten var garanterad. Påven Leo X inledde en kättarprocess som resulterade i bannlysning 1521. 1521 utkom flera av Luthers reformatoriska huvudskrifter, bl.a. Von der Freiheit eines Christenmenschen (En kristen människas frihet).

## Luthers försvar
1521 ställdes Luther inför den av kejsar Karl V sammankallade riksdagen i Worms, och då han vägrade återkalla sina skrifter och antipapistiska uttalanden, förklarades Luther och hans anhängare i rikets akt (Wormsediktet). Sitt försvarstal vid riksdagen i Worms avslutade Luther med de senare så ofta citerade orden "Här står jag och kan icke annat, Gud hjälpe mig, amen!" Luther lade fram flera argument i sitt försvar som senare blev berömda. Han gick med på att dra tillbaka den litteratur som bar hans författarnamn men han vägrade att dra tillbaka sitt lärararbete. Han menade att han inte kunde göra det om han inte blev övertygad att göra så sola scriptura, det vill säga utifrån vad skrifterna sade:
 Såvida jag inte blir övertygad av bevis från skrifterna eller genom vittnesbörd – för jag litar varken endast på påven eller rådsförsamlingen eftersom det är säkerställt att de ofta har haft fel och motsagt sig själva – håller jag bestämt fast vid skrifterna som jag har anfört och jag har endast förtroende till Guds ord och jag varken vill eller kan återkalla någonting eftersom det inte är en riktig handling mot förtroendet. Gud hjälpe mig. Amen.
Detta argument var ett slag mot hjärtat på de katolska kyrkornas teologiska makt och inte bara skrifterna, eftersom de ansåg att skrifternas makt endast sträckte sig så långt kyrkan tolkade och godkände dessa.

## Ediktet i Worms
Det påvliga sändebudet vid fördraget, Girolamo Aleandro, drog upp riktlinjerna för det häftiga fördömandet av Luther som fastställdes i ediktet i Worms och som proklamerades den 25 maj. Detta förklarade Luther laglös och bannlyste all läsning och innehav av hans litteratur. Ediktet tillät vem som helst att döda honom utan rättsliga påföljder. Ediktet var ett drag som bekymrade mer moderata män som, speciellt Erasmus av Rotterdam.  
Trots överenskommelsen om att han skulle kunna ta sig hem säkert var det underförstått att Luther snart skulle arresteras och straffas. För att skydda honom från detta så tog kurfurste Fredrik III av Sachsen hand om honom och gömde honom i Wartburgs slott. Det var under denna tid som Luther påbörjade sin översättning av Bibeln. Nya testamentet översattes 1522 till märgfull tyska. När Luther slutligen kom ut från sitt gömställe var kejsaren upptagen med militära angelägenheter och på grund av det ökade stödet bland tyskarna genomfördes aldrig ediktet i Worms. Luther fortsatte sitt arbete för reformationen fram till sin död 1546.